# Meister des Augustiner-Altars (Nürnberg)

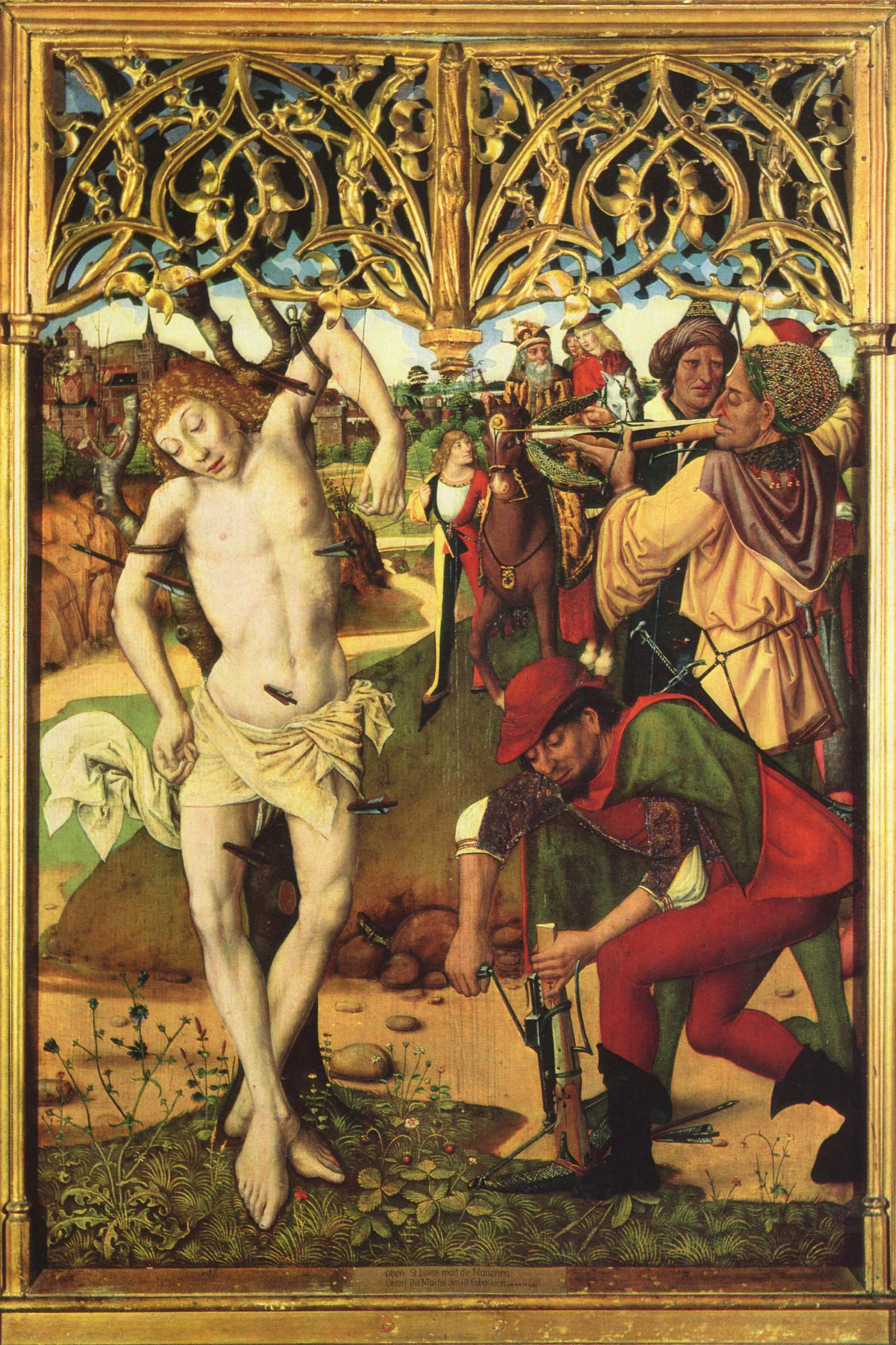
Marter des Hl. Sebastian, aus dem St Veits-Altar der Nürnberger Augustiner-Eremiten-Kirche, 1487

Als Meister des Augustiner-Altars wird ein spätgotischer Maler aus Nürnberg bezeichnet. Er erhielt seinen Notnamen nach den von ihm und seiner Werkstatt um 1487 gemalten Bildern zu einem Veits-Altar für die Nürnberger Augustiner-Eremiten-Kirche. Nach aktuellen Überlegungen wird der Maler mit dem aus Speyer stammenden Hans Traut identifiziert, der 1477 das Nürnberger Bürgerrecht erwarb und 1487 starb.

## Namensunterscheidung
Der dem Meister zuerst in der Kunstgeschichte gegebene Name Meister des Augustiner-Altars ist mehrdeutig, daher werden heute manchmal andere Namen wie Meister des St. Veit-Altars verwendet.

## Geschichte des Augustiner-Altars
Zuerst war es ein Nebenaltar; nach 1590 wurde der Veits-Altar des Meisters als Hauptaltar genutzt. Nach Abbruch der Kirche 1816 gelangten die Bilder in den Besitz des Germanischen Nationalmuseums in Nürnberg. Der geschnitzte Teil des Altars ist verschollen.

## Werke (Auswahl)
- Augustiner-Altar (Veits-(Stephan)-Altar), Hochaltar der ehemaligen Augustiner-Eremiten-Kirche zu Nürnberg,
  - Der heilige Veit heilt den Sohn des Kaisers Diokletian. Nürnberg, Germanisches Nationalmuseum, Inv.Nr. Gm 146,
  - Marter des heiligen Sebastian. Nürnberg, Germanisches Nationalmuseum, Inv.Nr. Gm 144,
  - Der heilige Veit lehnt den Götzendienst ab. Nürnberg, Germanisches Nationalmuseum, Inv.Nr. 1280 (Signatur R.F. und Jahreszahl „1487“ auf dem untersten Sims der Götzensäule),

Der Nürnberger Augustiner-Altar zeigt die Mitarbeit verschiedener Maler; das mit „R.F.“ signierte Bild und weitere Tafeln werden aktuell dem damals in Passau als selbständigen Werkstattleiter tätigen Rueland Frueauf der Ältere zugeschrieben.